# Agrotis syricola
Agrotis syricola là một loài bướm đêm trong họ Noctuidae.